# بو زانزاي
بوزانزاي (بالصينية 卜祥志، ولد في 10 ديسمبر 1985) هو أستاذ كبير صيني وبطل سابق للبطولة الوطنية للشطرنج في الصين، في 1999 أصبح عاشر أستاذ كبير في الصين بعمر 13 سنة، 10 أشهر، 13 يوما محطما رقم رسلان بونوماريوف ليصبح أصغر أستاذ كبير في التاريخ آنذاك.
في أفريل 2008 ني هو وبوزانزي أصبحا ثاني وثالث لاعب صيني على التوالي يتجاوز حاجر 2700 في تصنيف الإيلو بعد اللاعب وانغ يو.

## روابط خارجية
- بو زانزاي على موقع الاتحاد الدولي للشطرنج (الإنجليزية)
- بو زانزاي على موقع مباريات الشطرنج (الإنجليزية)
- بو زانزاي على موقع 365Chess.com (الإنجليزية)
- بو زانزاي على موقع Chesstempo.com (الإنجليزية)
- بو زانزاي سجل أولمبياد الشطرنج على موقع OlimpBase.org (الإنجليزية)
- بو زانزاي على موقع اللجنة الأولمبية الصينية (الإنجليزية)

- بوزانزي في موقع ألعاب الشطرنج
- بوزازنزي في موقع الاتحاد الدولي للشطرنج